# Vingadores
Vingadores ou Os Vingadores (The Avengers no original em inglês) são um grupo de super-heróis de história em quadrinhos publicados nos Estados Unidos pela editora Marvel Comics. O grupo também aparece em adaptações da Marvel para cinema, desenho animado e jogos eletrônicos.
Os heróis mais conhecidos são a formação original de Thor, Homem de Ferro, Homem-Formiga e a Vespa, e Hulk, além de seu primeiro recruta, o Capitão América (introduzido na quarta edição). A equipe, inspirada na Liga da Justiça da DC Comics, tem molde de um clube, inclusive com o mordomo do Homem de Ferro, Jarvis, os servindo. No Universo Marvel, a equipe tradicionalmente é a primeira a ser chamada pelo governo dos EUA quando defrontado por desafios de ordem cósmica, e tem bases em Nova York e uma ilha na costa americana. É considerada a equipe mais popular da década devido às adaptações cinematográficas.

## Publicação
A primeira aparição dos Vingadores nos quadrinhos foi em sua própria revista, intitulada The Avengers, em Setembro de 1963 (no mesmo mês de estreia de X-Men). A equipe foi criada por Stan Lee, Jack Kirby e Dick Ayers, como uma resposta à Liga da Justiça, cuja revista reunia em uma história os principais heróis da DC Comics. A Liga da Justiça já inspirara uma primeira resposta da Marvel Comics, o Quarteto Fantástico, que todavia era um grupo de heróis novos, assim como o subsequente X-Men. Os Vingadores, reunidos dois anos depois do Quarteto, foram os primeiros da Marvel fiéis ao conceito da equipe de super-heróis já estabelecidos.
Diferente de outras equipes do universo Marvel, os Vingadores receberam reconhecimento oficial do governo, quase desde o início com autoridade aceita internacionalmente durante a maior parte de sua história. O grupo é conhecido por reunir os "heróis mais poderosos da Terra" e ao longo de sua história manteve essa premissa, tempo depois houve uma reformulação chefiada pelo Capitão América que recrutou vilões regenerados e tão poderosos como Gavião Arqueiro e os mutantes Mercúrio e sua irmã, a Feiticeira Escarlate. Mas a equipe retomaria sua condição de "a mais poderosa" nos anos 1970, com a proposta de "combater vilões que nenhum herói conseguiria sozinho", e com isso fazendo uma mescla com os membros fundadores e os novos recrutas.
Com a finalidade de ser a equipe de "Super-Heróis Mais Poderosos da Terra", os Vingadores tem contatos com humanos, inumanos, heróis mecânicos, vilões regenerados e seres sobrenaturais. A respeito de suas diferenças (que facilmente terminam em brigas), eles têm conseguido se unir em uma equipe coesa, para combater extraordinárias ameaças ao mundo, se reunindo ao som de seu grito de guerra: "Avante, Vingadores!".
No Brasil a revista sempre recebeu um cuidado especial da Marvel e teve alguns dos melhores escritores e desenhistas da indústria das histórias em quadrinhos trabalhando nela ao longo dos anos, com o título se mantendo como o favorito dos fãs. A série continua, virtualmente sem interrupções, até os dias atuais, com as histórias explorando a ideia do que significa ser humano ou super-humano, o papel e as responsabilidades de ser um super-herói.
Dois títulos acompanhantes foram publicados nos anos 1980. Os Vingadores da Costa Oeste Volume 1, foi uma série limitada com quatro edições, com o #1 estreando em Setembro de 1984; Volume 2 (mais tarde renomeada de Vingadores da Costa Oeste a partir do #47) como uma série regular durando 102 edições de Outubro de 1985 a Janeiro de 1994. E Solo Avengers (renomeada para Avengers Spotlight) que durou 40 edições de 1987 a 1989.
A revista foi relançada três vezes nos últimos dez anos. A primeira vez, em 1996, era parte da saga Heróis Renascem. A segunda, um ano depois, retornou a equipe à sua continuidade original; e a terceira vez, em 2005, quando surgiram os New Avengers ou os Novos Vingadores, após o fim da antiga equipe, e também como uma estratégia de marketing.

## História da equipe

### Primeiras aventuras
Loki, o deus Asgardiano da trapaça, traçou uma vingança contra seu meio-irmão Thor, atraindo o Hulk para concretizar seu plano. Loki enviou um pedido de socorro para Thor, que também foi recebido pelo Homem-Formiga, a Vespa e o Homem de Ferro. Após derrotarem Loki, o Homem-Formiga conclui que os cinco trabalharam bem juntos e sugeriu que eles formassem uma força conjunta. A Vespa nomeou o grupo e assim nasciam Os Vingadores.
A escalação da equipe mudou quase que instantaneamente: o Homem-Formiga se tornou o Gigante, e o Hulk, ao perceber o quanto os outros temiam sua personalidade instável, deixou-a ao final da segunda edição. A tentativa de conter o Hulk levou os Vingadores a combater Namor, O Príncipe Submarino, e isso por sua vez, levou a equipe ao primeiro marco em sua história - o retorno do Capitão América, em The Avengers #4 (Março de 1964). O patriótico herói dos anos 1940 foi encontrado congelado em animação suspensa desde o fim da Segunda Guerra Mundial. E precisava de um lugar onde pudesse se ajustar já que era um homem afastado décadas de seu tempo.
O Capitão América se uniu à equipe iniciando uma quase indelével associação. Mesmo quando a liderança foi tomada por outros, Capitão América sempre foi o comandante tático dos Vingadores em campo e poucos hesitavam em obedecer suas ordens.
Os membros originais a participar dos Vingadores são conhecidos como "membros fundadores", responsáveis pelo bom nome da equipe. Capitão América ganhou o título de "membro fundador" no lugar do Hulk (como revelado em Avengers Vol. 3 #1, de fevereiro de 1998). Juntos, os Vingadores combateram vilões como o inimigo do Capitão América do tempo da guerra Barão Zemo; a vilania do viajante do tempo Kang, o Conquistador; Conde Nefária e os Homens Lava, e os Mestres do Terror, um grupo de vilões capaz de combater os Vingadores.
O próximo marco foi em Avengers #16, no qual todos os membros deixaram a equipe com exceção do Capitão América. Eles foram substituídos por Gavião Arqueiro, Feiticeira Escarlate e Mercúrio, todos ex-vilões que queriam começar uma nova vida.

## Anos 80
Essa é uma fase muito conhecida pelos aficionados por HQ no Brasil, em que a Abril editou regularmente as aventuras do grupo na antiga revista Heróis da TV. Fatos marcantes são (não está em ordem cronológica):
Surgimento de Mantis, destinada a se tornar a Madona celestial, e a morte do vingador Espadachim.
O casamento do Visão com a Feiticeira Escarlate.
Novas aventuras dos Guardiões da Galáxia, supergrupo do século XXX, que surgiu pela primeira vez no Brasil numa revista da Rio Gráfica Editora, numa aventura do Coisa com o Capitão América.
A batalha contra Korvac, um antigo vilão dos Guardiões da Galáxia que tornou-se um semideus ao absorver todo o conhecimento da nave de Galactus e voltou-se para propósitos mais elevados. Na batalha contra o vilão todos os heróis aparentemente morrem, menos Thor, e o vilão só é derrotado porque sentiu seu amor sendo traído pela sua esposa, receosa da guerra que seguiria-se a vitória de seu marido sobre os vingadores.
A luta contra Ultron, poderoso robô criado por Hank Pym e o surgimento de Jocasta, construto robótico criado para receber a essência da Vespa.

### Massacre e Heróis Renascem
Outro marco da história do grupo ocorreu durante a Saga Massacre, quando o megavilão Massacre, uma entidade psíquica formada pelas frustrações de Charles Xavier ligadas à essência maligna de Magneto, tentou dominar a Terra. Foi necessária a ação conjunta dos Vingadores, Quarteto Fantástico, Hulk e X-Men, além da ajuda do Doutor Destino, para detê-lo. Aparentemente, todos os heróis não mutantes se sacrificaram para derrotar o vilão; mas, na realidade, todos foram transportados para uma realidade alternativa criada inconscientemente por Franklin Richards, onde se passaram os acontecimentos da série Heróis Renascem. Por conter tanto roteiros quanto arte polêmicas, a série Heróis Renascem ou o terceiro volume dos Vingadores, bem como os outros títulos da série (Homem de Ferro, Quarteto Fantástico, e Capitão América) retornaram ao Universo Marvel normal, e o que ocorreu nestes eventos pós-Massacre é desconsiderado por muitos.

## Vingadores: A Queda
Após um colapso mental, a Feiticeira Escarlate destruiu a Mansão dos Vingadores e matou o Homem-Formiga, Gavião Arqueiro e o seu marido Visão. Depois disso, os Vingadores se debandaram. Posteriormente, alterada por seu colapso mental, a Feiticeira Escarlate veio a ocasionar o evento chamado Dinastia M, em que a realidade foi drasticamente alterada; quando finalmente foi restaurada, houve uma diminuição exponencial do número de mutantes no planeta Terra (reduzidos para 198, sendo antes milhares ou até mesmo milhões). Entre os que ficaram sem poderes foram Charles Xavier, Magneto e Mercúrio.

## Os Novos Vingadores
Após a queda, o Homem de Ferro e o Capitão América decidiram começar tudo de novo. Eles recrutaram primeiramente o Homem-Aranha, Wolverine, Mulher-Aranha e Luke Cage. Após algumas aventuras entraram para a equipe o Sentinela e Eco, sob a identidade secreta de Ronin.
Entretanto, com o advento da Guerra Civil, o grupo passou por uma nova crise e, consequentemente, cisão. Com um grupo apoiando o Homem de Ferro - a facção pró-registro - e outro, clandestino, com o "Vingadores Secretos" do Capitão América. Após a batalha definitiva, o grupo passa por novas - e drásticas - modificações.
Após a Guerra Civil até o fim da Invasão Secreta a equipe era formado por Luke Cage (líder), Homem-Aranha, Wolverine, Mulher-Aranha (temporariamente), Punho de Ferro (Daniel Rand), Eco (Maya Lopez), Ronin (Clint Barton) e Doutor Estranho (porém, devido a problemas pessoais, este último saiu antes da Invasão Secreta). Eles tinham a ajuda de aliados como o assistente do Dr. Estranho, Wong, a esposa e a filha de Luke Cage (Jessica Jones e Daniele Cage), e a Enfermeira Noturna.
Durante o Reinado Sombrio de Norman Osborn a equipe sofreu novas mudanças, tendo Ronin (Clint Barton) como líder, acompanhado por Luke Cage, Homem-Aranha (Peter Parker), Wolverine (James Howlett), Mulher-Aranha, Harpia (Barbara Morse-Barton), Miss Marvel (Carol Danvers) e Capitão América (Steve Rogers).
O fim do Reinado Sombrio e o início da Era Heróica trouxeram uma nova formação dos Vingadores. Steve Rogers abandonou a identidade de Capitão América em favor de seu parceiro Bucky, e novamente Thor e Homem de Ferro passaram a agir juntos. Passaram a participar, também, o verdadeiro Gavião Arqueiro, o Homem-Aranha, a Mulher-Aranha e Wolverine.

## Vingadores Sombrios
Após a Invasão Secreta da raça alienigena conhecida como Skrulls, a organização mundial mantedora da paz, S.H.I.E.L.D. foi desmantelada, e substituída por uma nova organização, a M.A.R.T.E.L.O. comandada por Norman Osborn.
Aproveitando-se disso, Norman criou uma nova Iniciativa e sua própria equipe de Vingadores. Isso acabou provocando uma divisão do grupo, passando a ter 3 equipes de Vingadores agindo.
Os Vingadores de Norman Osborn (Vingadores Sombrios), classificados como Vingadores ofíciais, pois eles trabalhavam para a M.A.R.T.E.L.O.. Esta equipe era formada por: Venom (Mac Gargan), Wolverine (Daken), Capitã Marvel (Karla Sofen), Gavião Arqueiro (Mercenário), Capitão Marvel (Noh-Varr), Sentinela (Robert Reynolds) e Ares, sendo liderados pelo Patriota de Ferro (Norman Osborn).
Consequentemente, outras equipes de heróis surgiram para combater Osborn. Entre elas, uma nova formação dos Novos Vingadores: Ronin (Clint Barton) (líder), Luke Cage, Homem-Aranha (Peter Parker), Wolverine (James Howlett), Mulher-Aranha, Harpia (Bobbi Morse), Miss Marvel (Carol Danvers) e Capitão América (Bucky Barnes).
Outro grupo de Vingadores anti-Osborn era os Poderosos Vingadores, tendo como membros: Vespa (Henry Pym) (líder), Amadeus Cho, Hércules (Heracles), Visão, Estatura, Agente Americano, Jocasta, Mercúrio e a misteriosa Feiticeira Escarlate (Loki), contando com participações esporádicas de Homem de Ferro e Hulk.

## A Era Heroica
Após a conclusão da minissérie O Cerco, que concluiu o Reinado Sombrio, todas as séries dos Vingadores em circulação na época foram canceladas e uma nova série, intitulada simplesmente Avengers, foi lançada em maio de 2010. O lançamento marca o início da nova saga da editora intitulada A Era Heroica. Após seis anos de histórias sombrias, incluindo Guerra Civil que tornou o Homem de Ferro "O Homem mais Importante do Mundo" e provocou a morte do Capitão América, o editor-chefe da Marvel anunciou que "A Era Heroica será mais otimista. Eles passaram pelo inferno e voltaram a ser os caras bons". A série esta sendo escrita por Brian Michael Bendis e tem John Romita Jr. como ilustrador regular, os membros da equipe são Capitão América (Bucky), Homem de Ferro, Thor, Wolverine, Homem-Aranha, Mulher-Aranha e Gavião Arqueiro.
No primeiro arco de história a equipe recrutou Noh-Varr (que agora usa o nome de Protetor) para ajuda-los a construir uma máquina do tempo para salvar o futuro. Posteriormente, por indicação de Bruce Banner, o Hulk Vermelho também foi recrutado para a equipe.
Um segundo título intitulado Secret Avengers, também estreou em maio de 2010, com total liberdade para as histórias. A série é escrita por Ed Brubaker e o artista regular é o brasileiro Mike Deodato (que fora encarregado dos Vingadores Sombrios no Reinado Sombrio). A nova série dos Novos Vingadores estrou em junho de 2010. Também é escrita por Brian Michael Bendis só que o artista é Stuart Immonen. O quarto título é Avengers Academy (Academia dos Vingadores) e foi lançado também em junho, substituindo a Iniciativa. Essa série esta sendo escrita por Christos Gage e desenhada por Mike McKone.
Membros dos Vingadores Secretos: Cavaleiro da Lua, Fera, Homem-Formiga III (Eric O'Grady), Máquina de Combate, Nova (Richard Rider), Steve Rogers, Valquíria, Viúva Negra.
Membros dos Novos Vingadores: Coisa, Homem-Aranha, Luke Cage, Miss Marvel, Jessica Jones, Wolverine.
Alunos da Academia de Vingadores: Tática (Jeanne Foucault), Vigoroso (Ken Mack), Radiação (Jennifer Takeda), Réptil (Humberto Lopez - o único membro que já havia aparecido nos gibis antes), Chocante (Brandon Sharpe), Véu (Madeline Berry) e Pistoleiro (Terence Conway).
Professores da Academia de Vingadores: Justiça, Mercúrio, Speedball, Tigresa, Vespa II (Hank Pym).

## Membros e ex-membros
Os Vingadores já tiveram diversas formações durante sua existência, incluindo os Poderosos Vingadores, os Novos Vingadores/Vingadores Secretos e os Vingadores Sombrios de Norman Osborn.
Membros Atuais:
Capitão América (Steve Rogers), Capitã Marvel (Carol Danvers), Homem de Ferro (Tony Stark), Thor (Thor Odinson), Pantera Negra (T'Challa), Feiticeira Escarlate e Visão
Ex-membros:
Ms. Marvel (Karla Sofen), Mercúrio (Pietro Maximoff), Capitão América (Bucky Barnes), Amadeus Cho, (Clint Barton), Gavião Arqueiro (Lester), Patriota de Ferro, Jocasta, Homem-Formiga (Hank Pym), Ares, Cavaleiro Negro (Dane Whitman), Sentinela (Robert Reynolds), Estatura (Cassandra Lang), Agente Americano (John Walker), Vespa (Homem-Formiga/Gigante/Golias/Jaqueta Amarela, Henry Pym), Wolverine (Akihiro), Venom (Mac Gargan), Harpia (Bobbi Morse), Capitã Bretanha (Kelsey Leigh), Capitã Marvel (Monica Rambeau), Capitão Marvel (Noh-Varr), Cristalys (Crystalia Maximoff), Falcão de Aço (Chris Powell), Demolição (Dennis Dunphy), Doutor Druida (Anthony Druid), Doutor Estranho (Stephen Strange), Eco (Maya Lopez), Asa de Fogo (Bonita Juarez), Flama (Angelica Jones), Gilgamesh, Felina (Patsy Walker), Hércules (Heracles), Tocha Humana (Jim Hammond), Mulher Invisível (Susan Richards), Punho de Ferro (Danny Rand), Valete de Copas (Jonathan Hart), Justiça (Vance Astrovik), Relâmpago Vivo (Miguel Santos), Homem-Maquina (X-51/Aaron Stack), Mantis, Senhor Fantástico (Reed Richards), Superior Homem-Aranha (Corpo: Peter Parker/Mente: Otto Octavios), Cavaleiro da Lua (Marc Spector), Serpente da Lua (Heather Douglas), Quasar (Wendell Vaughn), Rage (Elvin Holiday), Loki, Homem-Areia (William Baker), Sersi, Garras de Prata (Lupe Santiago), Mulher-Aranha (Julia Carpenter), Starfox (Eros), Araia (Walter Newell), Sub-Mariner (Namor McKenzie), Espadachim (Jacques Duquesne), Coisa (Benjamin Grimm), Trovejante (Eric Masterson), Tigresa (Greer Nelson), Triatlo (Delroy Garrett Jr.), Two-Gun Kid (Matt Hawk), Vespa (Janet Van Dyne), Magnum (Simon Williams) e Tempestade (Ororo Munroe).
Outros (Honorários, Reservas, ect):
Moira Brandon, Capitão Marvel (Mar-Vell), Charlie-27, Deathcry, Homem de Ferro (Jovem Tony Stark de uma linha temporal alternativa), Rick Jones, Magdalene, Major Victory (Vance Astro, Vance Astrovik de um futuro alternativo), Marrina (Marrina Smallwood), Martinex (Martinex T'Naga), Madame Máscara (Whitney Frost) (bio-duplicata, falecida), Nikki (Nicholette Gold), Starhawk (Aleta Ogord), Starhawk (Stakar Ogord), Espadachim (Phillip Jarvert), Whizzer (Bob Frank), Jaqueta Amarela (Rita DeMara), Yondu (Yondu Udonta), Wiccano e Celêre.

### Bases de Operações
- Torre dos Vingadores: Uma torre localizada no Centro de Manhattan.
- Avengers Facility:Mostrada apenas nos filmes, é uma versão cinematográfica da Mansão dos Vingadores.
- Mansão dos Vingadores: Mansão pertencente aos Vingadores,serve também de quartel-general.

## Outras mídias

### Animações
- As animações The Avengers: United They Stand, The Avengers: Earth's Mightiest Heroes, Avengers Assemble e Marvel Disk Wars: The Avengers são centradas na equipe. Em United They Stand, o grupo era formado por Homem Formiga, Vespa, Tigresa, Magnun, Feiticeira Escarlate, Gavião Arqueiro, Falcão e Visão. Em Earth's Mightiest Heroes, tem Homem de Ferro, Homem Formiga, Vespa, Hulk, Thor, Capitão América, Pantera Negra, Gavião Arqueiro, e Visão como Vingadores. Assemble tem o mesmo sexteto do filme de 2012 mais o Falcão, protagonista da série, e Homem-Formiga, agregado na segunda temporada.

### Cinema

Logo de Avengers: Infinity War, o terceiro filme dos Vingadores.

- O Universo Cinematográfico Marvel foi construído para eventualmente unir os heróis da Marvel na equipe. Eventualmente deram origem a dois filmes, cada um no final das "Fases" de produção: Os Vingadores (2012), onde assim como na primeira história em quadrinhos os heróis (Homem de Ferro, Hulk, Thor, Capitão América, Viúva Negra e Gavião Arqueiro) enfrentam Loki; e Os Vingadores: A Era de Ultron (2015), com Ultron como vilão. Era de Ultron termina com uma equipe repaginada (Homem de Ferro, Thor, Hulk, e Gavião Arqueiro deixam os Vingadores, sendo substituídos por Visão, Falcão, Máquina de Combate e Feiticeira Escarlate), que aparece no primeiro filme da Fase 3, Captain America: Civil War (2016). A Fase 3 culmina em dois filmes em que os Vingadores, auxiliados pelos Guardiões da Galáxia e outros grupos, enfrentam Thanos, Vingadores: Guerra Infinita (2018)  e Vingadores: Ultimato (2019).[8]

### Jogos eletrônicos
A equipe participa dos videogames Captain America and the Avengers (1991); Avengers in Galactic Storm (1995); Marvel: Ultimate Alliance (2006) e a continuação Marvel: Ultimate Alliance 2 (2009), e Avengers: Battle for Earth (2012), além do jogo online Marvel: Avengers Alliance (2012). Também são os protagonistas do jogo em versão lego sobre os filmes do Universo Cinematográfico Marvel Lego Avengers (2015). Muitos de seus integrantes aparecem no jogo Lego Marvel Super Hero (2013).